# Myadestes elisabeth
Myadestes elisabeth o  ruiseñor , especie de ave endémica de Cuba, pertenece a la familia Turdidae del orden Passeriformes. Es la más melodiosa de las aves cubanas. 

## Nombres
Myadestes del griego, significa “que come moscas”, elisabeth por ser dedicado a Elisabeth, y retrusus del latín “escondido”. En inglés es llamado Cuban solitaire.

## Distribución
Existe en bosques semicaducifolios o de pinos que tengan barrancos cársticos. Estos solo en las montañas de la Sierra de los Órganos y de la Sierra del Rosario en Pinar del Río en el occidente, y en las de la Sierra Maestra y del Macizo de Sagua-Baracoa en el oriente. Está ausente en las montañas de Guamuhaya en el centro de la Isla Cuba. En la Isla de la Juventud tenía una subespecie descrita en 1905, que no se ha vuelto a encontrar, por lo que se considera extinta.

## Subespecies
- M. e. elisabeth (Lembeye, 1850) de la Isla de Cuba.
- M. e. retrusus Bangs & Zappey, 1905 de Isla de la Juventud, está extinta.

## Descripción
Mide cerca de 19 cm de largo. El dorso es de color gris-oliváceo o gris-parduzco. Abajo desde la garganta a la base de la cola tiene color blanco-grisáceo que hacia el medio del vientre y de la garganta se vuelve blanco. Un anillo blanco rodea al ojo, y este es castaño. El pico es grisáceo. A los lados del pico tiene bandas como bigotes color castaño. Los extremos de las plumas exteriores de la cola tienen bordes blancos. Las patas son amarillas. Ambos sexos son similares. El inmaduro tiene el dorso más oliváceo y muy levemente punteado de castaño ventralmente. Se posa en las ramas para realizar su canto, que no cambia y no es penetrante. Se parece a la fricción de un dedo mojado en el borde de una copa de cristal. Se alimentan de frutos, semillas e insectos que busca en vuelo entre los árboles.

## Nido
Anida entre mayo y julio en hoyos entre las rocas calcáreas o en huecos de árboles, cuyas aberturas suelen estar protegidas por las hojas de bromeliáceas. Dentro de estos huecos hace como una copa con paja, fibras y raíces que recubre con musgos. Pone dos o tres huevos blanco-verdosos con pequeños puntos negros o pardos.